# Който оцелее, ще разказва
„Който оцелее, ще разказва“ (на английски: A Million Ways to Die in the West) е американски уестърн от 2014 г. на режисьора Сет Макфарлън. Премиерата на филма е на 29 май 2014 в САЩ.

## Сюжет
Това е приказка на Албърт, страхлив фермер. Капризната му приятелка го изоставя заради друг мъж. По това време в града пристига непозната красавица, която му помага да събере кураж и двамата се влюбват. В града пристига съпругът на жената – прочут разбойник, който идва, за да търси отмъщение. Фермерът трябва да подложи току-що събрания си кураж на сериозно изпитание.

## Актьорски състав
| Актьор            | Роля         |
| ----------------- | ------------ |
| Сет Макфарлън     | Албърт       |
| Чарлийз Терон     | Анна         |
| Аманда Сайфред    | Люиз         |
| Джовани Рибизи    | Едуард       |
| Нийл Патрик Харис | Фой          |
| Лиъм Нийсън       | Клинч        |
| Сара Силвърман    | Рут          |
| Евън Джоунс       | Люис         |
| Кристофър Хейгън  | Джордж Старк |
| Уес Стъди         | Кочийс       |
| Джон Ейлуорд      | отец Уилсън  |